# イブン・アスィール
イブン・アル＝アスィール（عِزّ الدِّينِ عَلِيّ بْن مُحَمَّد ابْن الْأَثِيرِ الْجَزَرِيّ, 転写：ʿIzz al-Dīn ʿAlī ibn Muḥammad ibn al-Athīr al-Jazarī, イッズッディーン・アリー・イブン・ムハンマド・イブン・アル＝アスィール・アル＝ジャザリー、1160年－1233年）は、12世紀後半からに13世紀前半にかけてモースルのアタベク政権ザンギー朝やアイユーブ朝に仕えた歴史家。前近代のイスラーム世界を代表する歴史家の1人である。
日本では定冠詞アル無しの「イブン・アスィール」というカタカナ表記が広く用いられている。

## 生涯
ジャズィーラ・イブン・ウマル（Jazīrat ibn ʿUmar、現在のトルコ領ジズレ）を治める行政長官の次男として生まれる。23歳の時に父の転任で首都であるモースルに移住し、以後ここを生活の本拠とした。当時、モスルはイスラーム世界における経済・学術の中心都市の1つとして栄えており、イブン・アスィールもここでハディース学・イスラーム法学・歴史学・数学などを学んだ。彼の兄弟はザンギー朝に出仕したが、彼は在野の学者としての生活を望み、バグダードやダマスクスなど各地を旅して知識と見聞を広めることとなった。ただし、モースルのザンギー朝に対してはその代々の恩義を重んじて外交使節としての役目を引き受けたり、各地でザンギー朝の立場を擁護する活動を行っている。
その頃、ザンギー朝はアレッポとモースルに分裂し、更にアレッポ側の有力な将軍であったサラーフッディーンがエジプトを征服して次第に自立を図るようになり（アイユーブ朝）、更に1183年にはアレッポを征服してアレッポのザンギー朝は断絶した。ところが、1187年にサラーフッディーンが十字軍からエルサレムの奪還を図るためにモースルのザンギー朝とは和睦して共同して遠征した際にモースル軍の一員としてイブン・アスィールもこれに参戦した。イブン・アスィールは彼の指導者としての力量を高く評価したが、主家を裏切って後にこれを征服した彼に対してはその没後も心を許さなかったと言われている。
この対十字軍戦によるエルサレム奪還を間近で目撃した彼は、イスラーム教を中心とした世界史の叙述に関心を抱くようになった。その後、彼は晩年に至るまでに2冊の歴史書の編纂を行った。

## 著作
完史
まず、代表作として知られている『完史』（ الكامل في التاريخ al-Kāmil fī al-Ta'rīkh）は、天地開闢から1231年までの世界史の通史を扱った編年体歴史書である。このうち、922年まではタバリーの著作からの要約と考えられているが、以後の記述については彼によって編纂されたものであり、多くの地理書や地方史書などを参考にしてイスラーム世界全体を1つの舞台として描き出している点がそれまでハディースの形式を模倣することが基本とされていたイスラム世界の歴史学に大きな変革を与えた。また、出来事をその社会的意義から大事件から描き出し、小事件や訃報をその年の記事の最後に寄せるなどの工夫が見られている。また、信憑性の低いハディースに疑義を呈したり、問題のある君主に対して強い批判を示すなど、以後のイスラーム世界の歴史書に大きな影響を与えた。また、ルーシ族に関する情報を歴史に織り込んでおり、マラズギルトの戦いにルーシ族が参加したことが記録されている。
アターベク王朝における輝かしき歴史
もう1つはサンギー朝の歴史を扱った『アターベク王朝における輝かしき歴史』（al-Ta'rikh al-Bāhir）は、実際に王朝内部にいた父親から聞き取った記録や自己の実体験に基づいて正確かつ詳細に描かれている。情報源を示すイスナードの欠如やモスル・サンギー朝を正統視して、嫡流であるアレッポ・サンギー朝やそれに替わったアイユーブ朝には厳しい評価を下すなどの問題点はあるものの、イブン・ハルドゥーンをはじめとして中世のアラブの歴史家は彼の歴史書を範として著作を行ったといわれている。